# لین ویل (آیووا)
لین ویل (به انگلیسی: Lynnville) یک شهر در ایالات متحده آمریکا است که در شهرستان جاسپر، آیووا واقع شده‌است. لین ویل ۲٫۸۷ کیلومتر مربع مساحت و ۳۷۹ نفر جمعیت دارد و ۲۵۳ متر بالاتر از سطح دریا واقع شده‌است.